# Casa cu un ceas în pereți
Casa cu un ceas în pereți este un roman de ficțiune cu mistere pentru copii din 1973 scris de John Bellairs și ilustrat de Edward Gorey. Este primul din seria de douăsprezece romane care îl are ca erou fictiv pe băiatul american Lewis Barnavelt.

## Rezumat
Lewis Barnavelt, rămas fără părinți  de curând, se mută în orașul New Zebedee, Michigan, pentru a locui cu misteriosul său unchi Jonathan Barnavelt. Unchiul lui Lewis se dovedește a fi un magician mediocru, dar bine intenționat. Vecina și prietena lui de alături, Florence Zimmermann, este o vrăjitoare bună, mult mai puternică. Casa lui Jonathan a fost deținută anterior de Isaac și Selenna Izard, un cuplu sinistru care și-a dedicat viața magiei negre și a complotat pentru a provoca sfârșitul lumii. Înainte de a muri, Isaac a construit ceasul eponim pe care l-a ascuns undeva în interiorul pereților casei, unde ticăie veșnic în timp ce încearcă să tragă lumea într-o aliniere magică, care o va distruge.